# Catifa persa

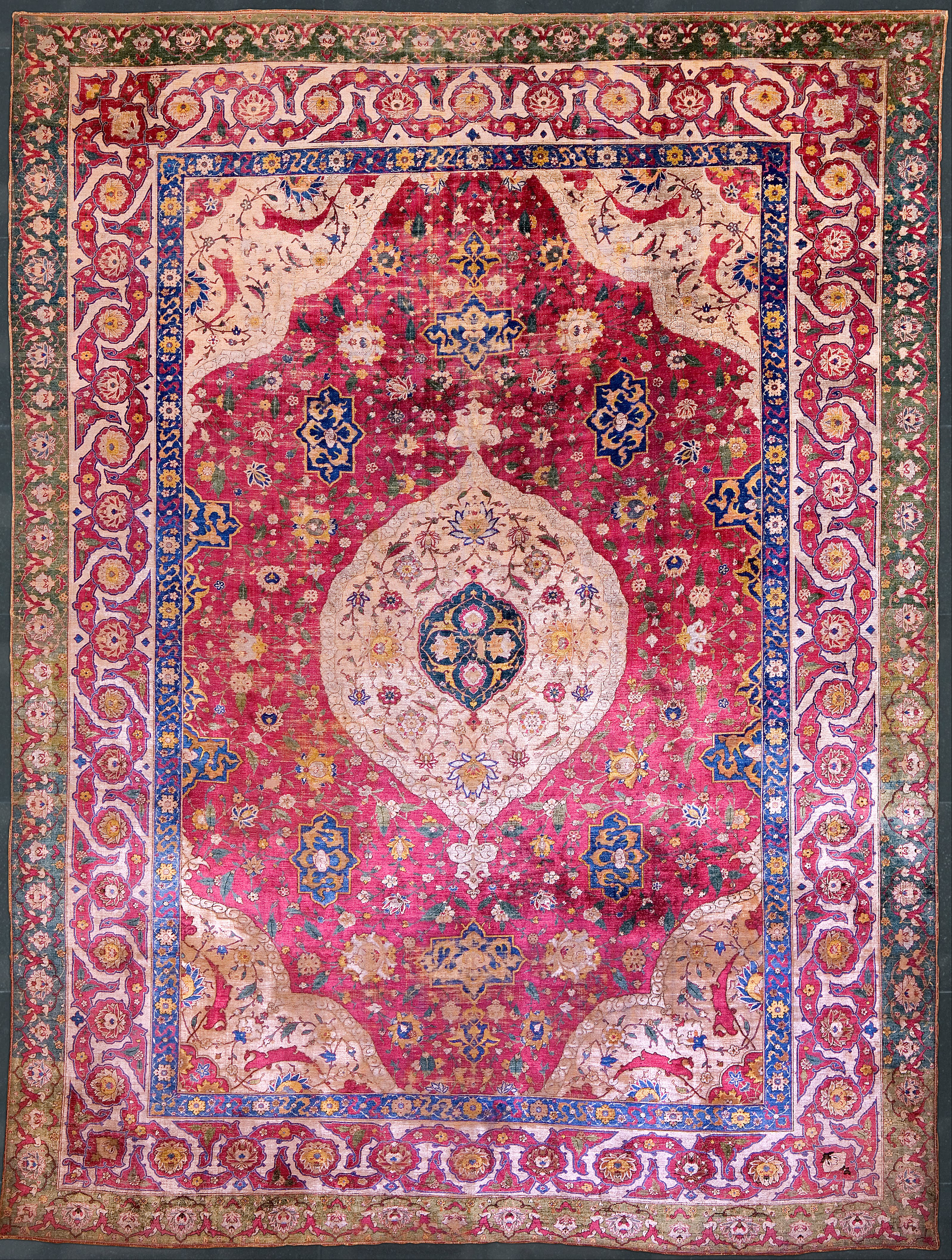
La catifa persa Rothschild Small Silk Medallion Carpet,del Museu de Doha

La catifa persa (persa: فرش, farsh, que significa ‘estendre’; de vegades, قالی, qālī) és una part essencial de la cultura Persa. La confecció de catifes data de la Pèrsia antiga. El 2008, Iran exportà catifes per valor de 420 milions de dolars el 30% del mecat mundial de catifes. S'estima que a l'Iran hi ha 1,2 milions de persones que elaboren catifes. Iran exporta a més de 100 països. El país produeix al voltant de cinc milions de metres quadrats de catifes cada any i el 80% s'exporta. En els anys recents Iran té la competència d'altres països que elaboren imitacions més barates de les catifes iranianes.
Les catifes perses es poden dividir en tres grups; farsh / qāli (més grosses de 6×4 peus), qālicheh (قالیچه, que significa ‘catifa petita’, que amiden 6×4 peus o més petites), i catifes nòmades conegudes com a gelim (گلیم; que inclouen les catifes zilu, زیلو, que significa ‘catifa basta’).

## Materials

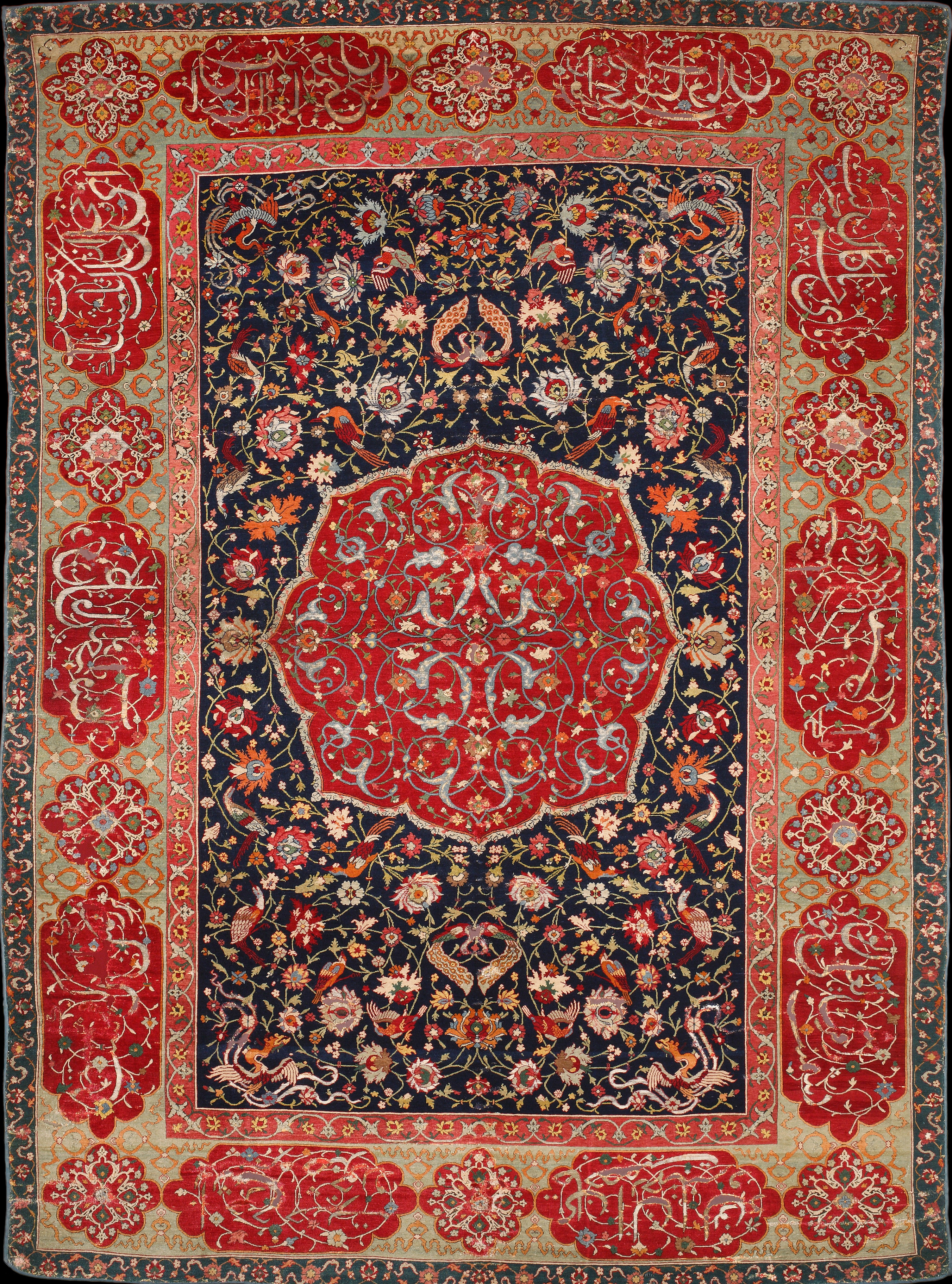
Catifa de cap a l'any 1600.

La llana, de diversos tipus, és el material més comú per a les catifes perses, però el cotó es fa servir sovint pels fonaments. Las catifes de seda ja es feien servir al segle xvi a Sabzevar i al segle xvii a Kashan i Yazd. La seda és més cara i dura menys, sovint les catifes de seda es disposen en les parets en lloc de cobrir el terra.

## Centres tradicionals de confecció de catifes perses

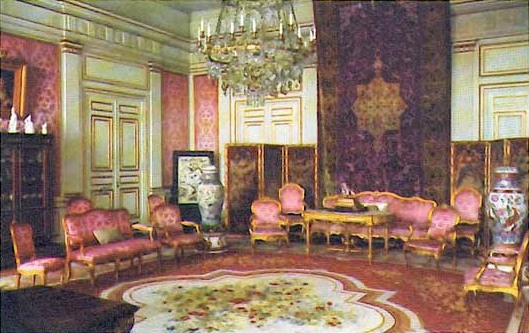
Catifa persa Jaktmattan

Els principals centres clàssics de producció de catifes perses estaven a Tabriz (1500–1550), Kashan (1525–1650), Herat (1525–1650), i Kerman (1600–1650).